# Lyžařské středisko

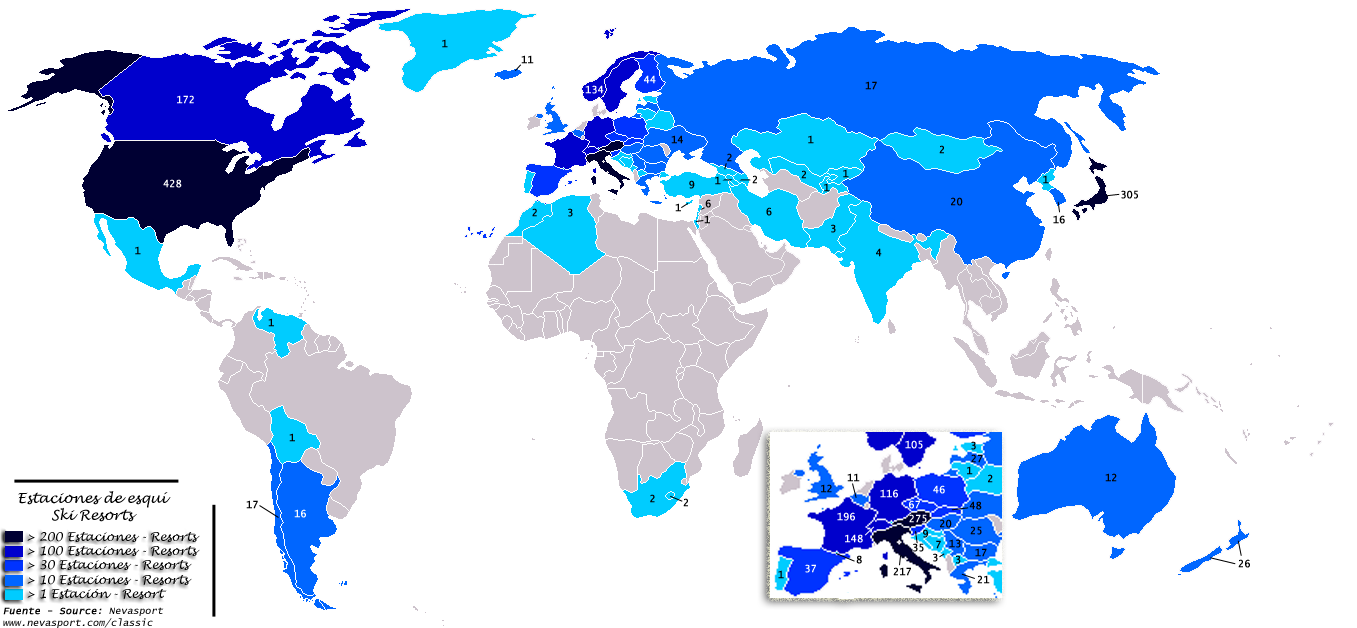
Lyžařská střediska ve světě

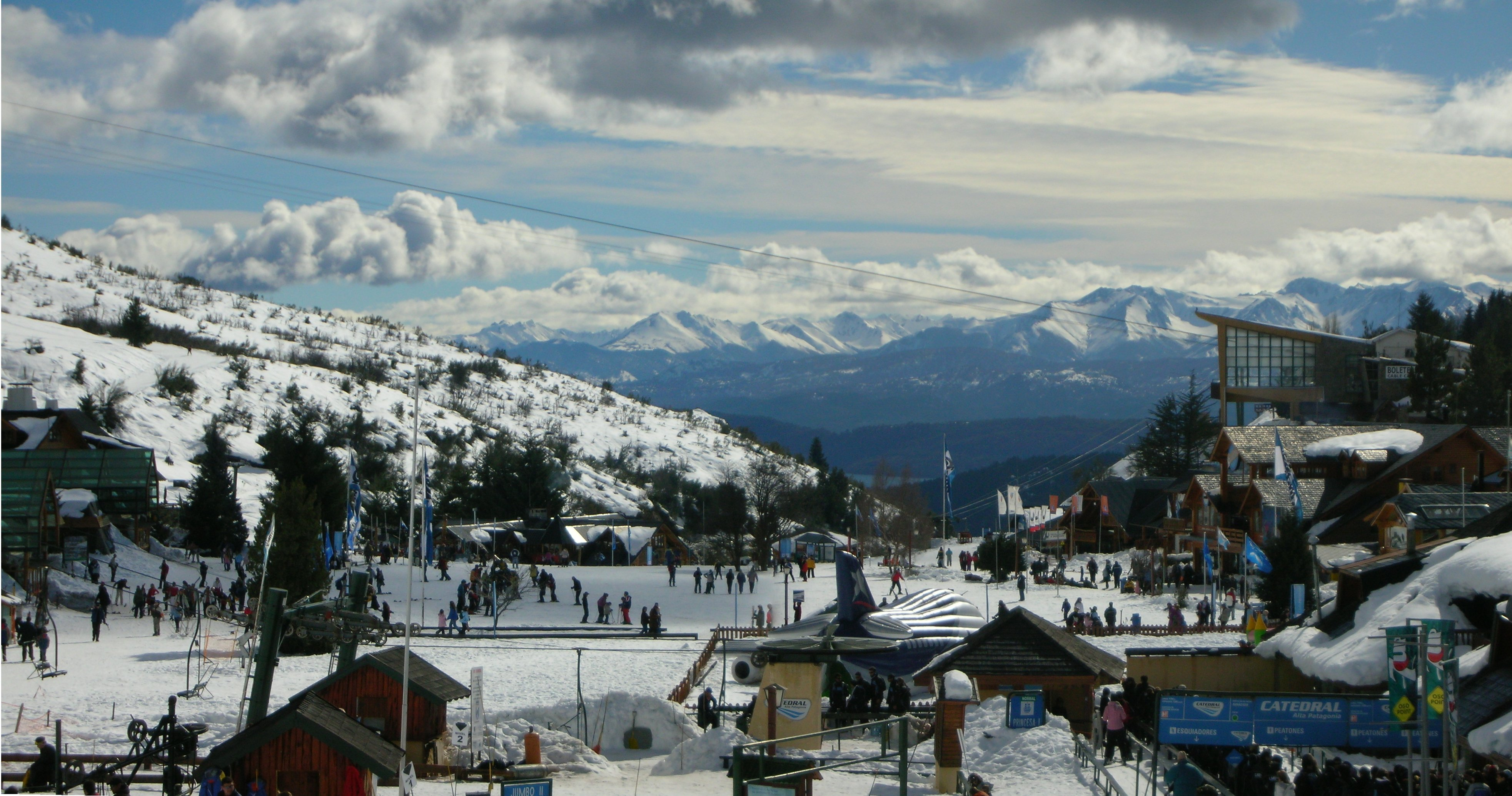
Lyžařské středisko Bariloche (Argentina)

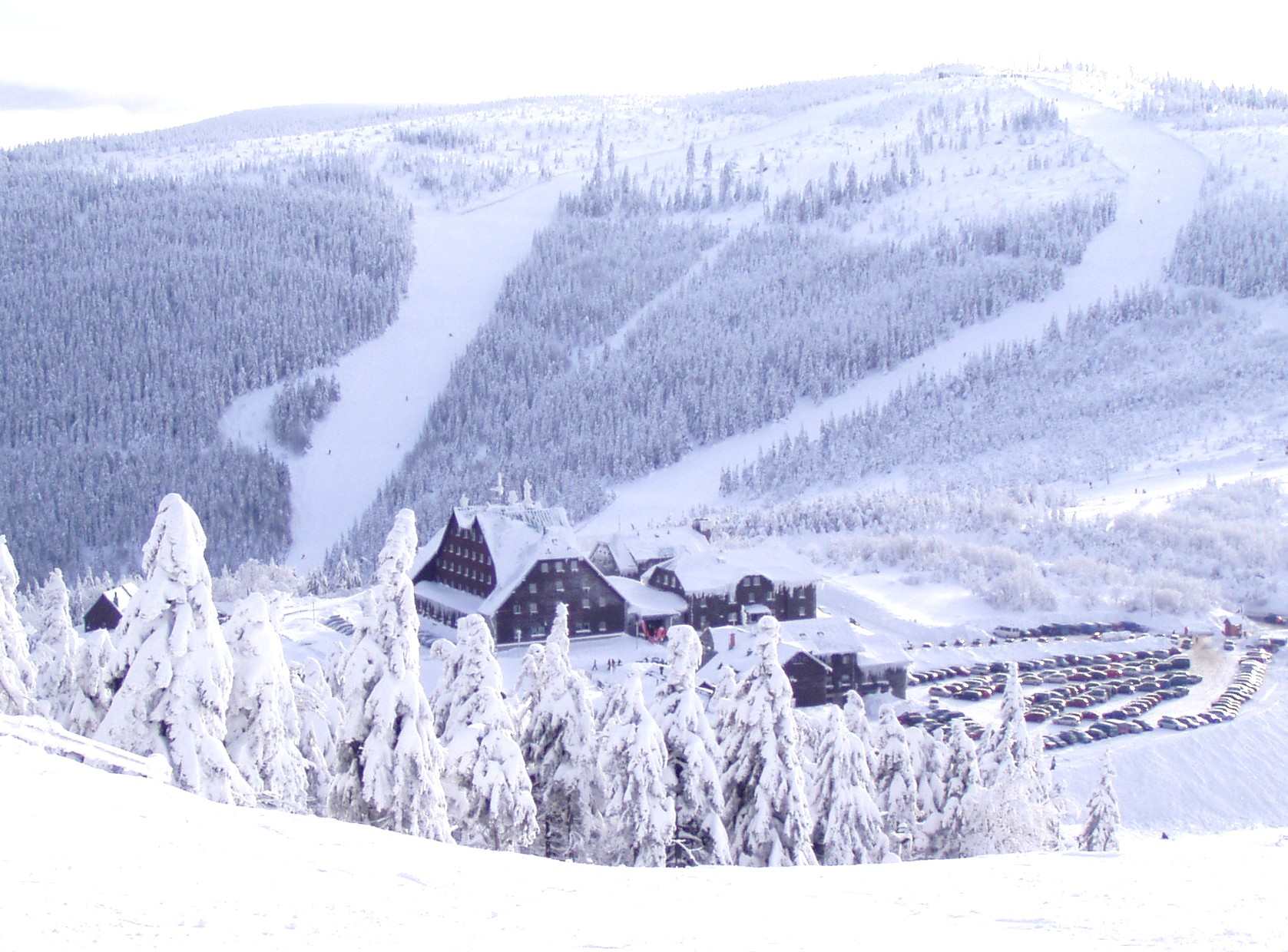
Moravsko-slezské lyžařské středisko Červenohorské sedlo

Lyžařské středisko (také skiareál) je středisko vybudované k lyžování, snowboardingu, běhu na lyžích a dalším zimním sportům. Zimní sporty jsou zde provozovány většinou v zimní sezóně (ve střediscích se sjezdovkami na ledovcích i mimo zimní sezónu). V letních měsících některá střediska mění nabídku a např. kromě vysokohorské turistiky nabízejí relaxační aktivity.

## Lokalizace lyžařských středisek
Tradiční lyžařská střediska se nacházejí obvykle v hornatých oblastech. Hory a klima (v zimních měsících teploty pod nulou) jsou základními aspekty fungování střediska. Tyto podmínky jsou zejména ve vyšších částech střední Evropy, ve Skandinávii a Severní Americe, také v Andách, v Japonsku a na Novém Zélandu. V místech, kde vhodné přírodní podmínky neexistují, mohou být uměle vybudovány lyžařské haly, jako je tomu například v Dubaji.

## Specifika
Evropská lyžařská střediska mají na rozdíl od severoamerických charakter vesnice nebo malého města se zázemím určeným k obsluze a pobavení návštěvníků, např. s hotely, restauracemi a obchody. Pro severoamerická střediska je charakteristická vzdálenost od stálých sídel – zázemí středisek je vybudováno výhradně pro ně. Ojedinělá střediska tohoto druhu v Evropě se anglicky nazývají „ski station“.

## Kritika
Lyžařská střediska bývají kritizována především místními obyvateli a ochranáři, kterým vadí zejména kvůli ruchu, estetice a případnému ohrožení životního prostředí.

## České skiareály
Mezi nejznámější česká lyžařská střediska patří v Krkonoších Pec pod Sněžkou, Špindlerův Mlýn, Harrachov a Janské Lázně, na Šumavě Lipno, Zadov, Železná Ruda - Špičák a Kašperské Hory.